# Chiesa di Sant'Apollinare (Mulazzo)
La chiesa di Sant'Apollinare è un luogo di culto cattolico situata a Montereggio, nel comune di Mulazzo, in provincia di Massa-Carrara e diocesi di Massa Carrara-Pontremoli.

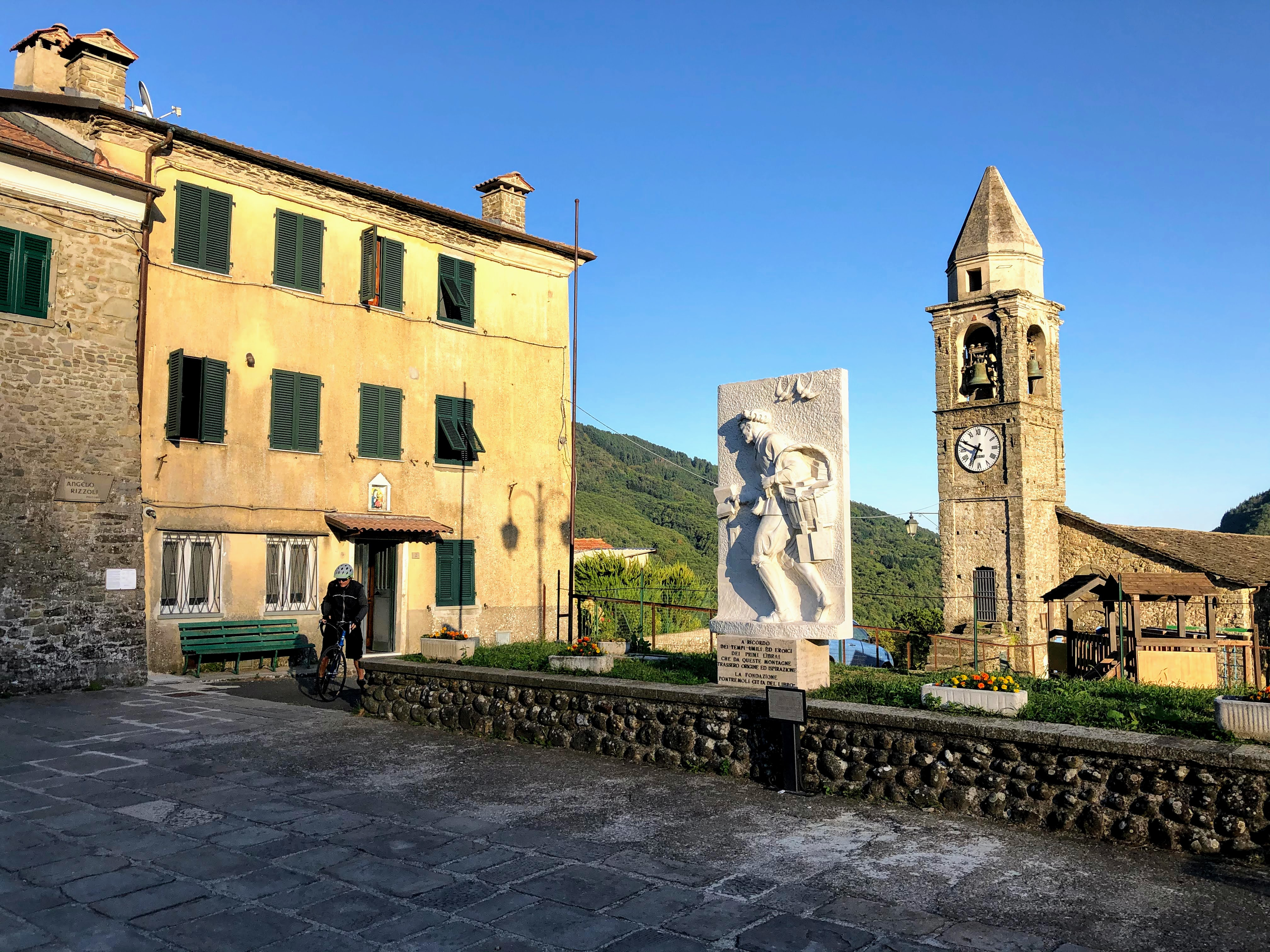
Campanile dell'antica chiesa

I luoghi di culto dedicati al santo originario di Ravenna sono due nella località: l'antica chiesa risalante al XII secolo dove nel 1839 venne battezzato san Francesco Fogolla, martire della chiesa, e quella edificata nel 1886  che dal 1º luglio 2001 venne dedicata oltre a sant'Apollinare anche al Fogolla e a tutti i martiri cinesi della chiesa cattolica.

## Storia e descrizione
L'antica chiesa fu intitolata a sant'Apollinare e indicherebbe proprio la sua antichità, il santo era infatti tra quelli maggiormente diffusi negli anni in cui la religione cristiana si diffondeva in quest'area geografica che era particolarmente importante in quanto passaggio della via Regia e collegamento viabile tra la Lunigiana e la Liguria.
La chiesa originaria, posta all'ingresso del paese, è stata restaurata con pietra a vista e il tetto in piagne. Ha una pianta a croce e il campanile è posto sul davanti a fianco della facciata che, nel portale e in un rosone in arenaria, documenta due date, 1520 e 1571, che però non sono della sua costruzione, essendo stata costruita intorno all'XI secolo, inglobando una chiesa precedente. 
Fino agli anni ottanta del XIX secolo fu la chiesa parrocchiale di Montereggio, ma nell'agosto del 1884, durante la Messa una violentissima grandinata distrusse il tetto, danneggiò le mura e quello che vi era al suo interno, risparmiando però la vita ai fedeli, come riportano gli scritti del parroco dell'epoca. Nel 1886, due anni dopo, venne edificata la nuova chiesa parrocchiale e, quindi, la chiesa di Sant'Apollinare venne declassata a oratorio.
L'antico edificio edificato nel XIII secolo e posto nella parte più meridionale della località, mantiene il campanile posto sulla facciata accessibile da una gradinata in pietra con sei alzate, e sulla facciata il rosone e il portale in pietra arenaria riportante una scritta in latino sull'architrave sormontato da una lunetta. L'interno diviso in due campate da un arco a sesto acuto, e a croce latina, mantiene la caratteristica romana delle prime chiese, con il presbiterio absidato e il tetto con travi a vista.
In questo antico oratorio ogni anno si tiene la sagra della Festa del libro che si svolge dal 2004.
La nuova chiesa dedicata a sant'Apollinare fu edificata nel 1886 e presenta la facciata a salienti divisa da lesene in pietra che reggono l'architrave e il timpano triangolare e che anticipa l'aula a tre navate. Due nicchie vuote sono poste lateralmente mentre sulla parte destra è presente un secondo minore ingresso. La facciata si conclude con una finestra ad arco atta a illuminare l'interno dell'edificio. 
L'interno a tre navate che si sviluppano in tre campate per lato divise da pilastri che reggono gli archi delle cappelle laterali. La volta a vela ospita affreschi ottocenteschi. Anche le cappelle laterali hanno volte a vela e ospitano altari dedicati ai vari santi, mentre nella prima cappella vi è la fonte battesimale. La zona presbiteriale rialzata da due gradini in marmo si conclude con il coro absidato con lesene d'ordine corinzio e la volta a cupola dove sono affrescati nei pennacchi gli evangelisti e nella parte centrale la volta celeste. La balaustra divide la zona del presbiterio dall'aula.